# Chen (ca sĩ)
Đây là một tên người Triều Tiên, họ là Kim.
Kim Jong-dae (tiếng Hàn: 김종대, Hanja: 金钟大, Hán-Việt: Kim Chung Đại; sinh ngày 21 tháng 9 năm 1992), thường được biết đến với nghệ danh Chen, là một ca sĩ, người viết lời người Hàn Quốc, là thành viên nhóm nhạc nam Hàn-Trung Quốc EXO, nhóm nhỏ EXO-CBX và SM the Ballad do SM Entertainment thành lập và quản lý. Bên cạnh các hoạt động nhóm, Chen cũng thu âm nhiều nhạc phim cho các bộ phim truyền hình, nổi bật như "Best Luck" cho phim Chỉ có thể là yêu (2014) và "Everytime" cho phim Hậu duệ mặt trời (2016). Tháng 4 năm 2019, Chen chính thức ra mắt với tư cách ca sĩ solo cùng mini album April, and a Flower.

## Tiểu sử
Chen được sinh ngày 21 tháng 9 năm 1992 tại thành phố Siheung, tỉnh Gyeonggi, Hàn Quốc. Anh có một người anh trai tên là Kim Jong-deok. Chen tham gia thử giọng cho SM Entertainment vào đầu năm 2011 và là một trong những người trở thành thực tập sinh muộn nhất trong số các thành viên của EXO.

## Sự nghiệp

### 2012–2017: Ra mắt với EXO, SM the Ballad và EXO-CBX
Ngày 29 tháng 12 năm 2011, Chen được công bố là thành viên chính thức thứ tư của EXO và có một màn biểu diễn cùng với các thành viên trong nhóm Luhan, Tao và Kai, bên cạnh các nghệ sĩ khác của SM Entertainment, trong chương trình Gayo Daejun của đài SBS. Sau đó anh ra mắt công chúng cùng EXO vào ngày 8 tháng 4 năm 2012.
Tháng 2 năm 2014, Chen trở thành một trong các thành viên mới của nhóm nhạc đặc biệt SM the Ballad. Trong album thứ hai của nhóm, SM the Ballad Vol. 2 – Breath, anh song ca với Zhang Liyin, Kim Jong-hyun (thành viên nhóm nhạc nam SHINee) và Krystal (thành viên nhóm nhạc nữ f(x)) lần lượt trong các bài hát "Breath" (phiên bản tiếng Trung), "A Day Without You" và "When I Was... When U Were...". Ngày 23 tháng 7 năm 2014, Chen phát hành bài hát "Best Luck", nhạc phim của bộ phim truyền hình It's Okay, That's Love mà thành viên cùng nhóm D.O. tham gia diễn xuất. Bài hát đạt vị trí thứ nhất trên nhiều bảng xếp hạng âm nhạc trực tuyến tại Hàn Quốc và giúp anh giành chiến thắng tại hạng mục Bài hát nhạc phim xuất sắc nhất trong Liên hoan phim trẻ Quốc tế Seoul lần thứ 16. Chen đã biểu diễn bài hát này tại lễ trao giải APAN Star Awards 2014 vào ngày 11 tháng 11 năm 2014.
Năm 2015, Chen và hai thành viên cùng nhóm Chanyeol và Lay tham gia viết lời cho bài hát Promise nằm trong phiên bản phát hành lại Love Me Right của album phòng thu thứ hai EXODUS của EXO. Tháng 7 năm 2015, Chen xuất hiện lần đầu tiên trên sân khấu nhạc kịch với vai Benny trong vở nhạc kịch In the Heights phiên bản Hàn Quốc do SM C&C sản xuất. Ngày 30 tháng 8 năm 2015, Chen giành vị trí thứ hai trong vòng đấu thứ 11 của chương trình truyền hình King of Mask Singer với biệt danh Legendary Guitar Man. Ngày 28 tháng 12 năm 2015, Chen biểu diễn bài hát "Even Though I Loved You" để tưởng nhớ nam ca sĩ Hàn Quốc quá cố Kim Kwangseok trong chương trình âm nhạc cuối năm Gayo Daejun của đài SBS. Ngay sau đó phiên bản phòng thu của bài hát được phát hành trực tuyến trên các trang web âm nhạc Hàn Quốc.

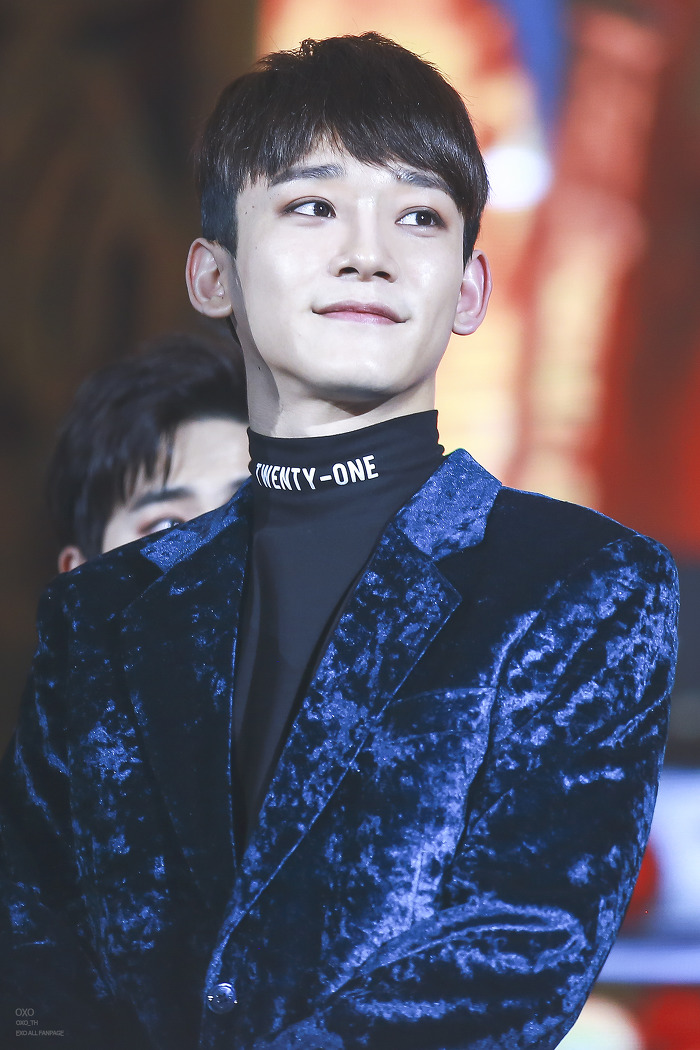
Chen vào tháng 11 năm 2016.

Tháng 2 năm 2016, Chen và nữ ca sĩ Punch phát hành bài hát nhạc phim "Everytime" cho bộ phim truyền hình Descendants of the Sun. Bài hát xuất hiện lần đầu tiên trên bảng xếp hạng nhạc số hàng tuần của Gaon ở vị trí đầu bảng. Tháng 4 năm 2016, Chen và nữ rapper Heize phát hành bài hát "Lil' Something" thuộc dự án âm nhạc Station của SM Entertainment. Tháng 7 năm 2016, Chen và thành viên cùng nhóm Suho phát hành bài hát nhạc phim "Beautiful Accident" của bộ phim điện ảnh Trung Quốc cùng tên. Tháng 8 năm 2016, anh và hai thành viên cùng nhóm Xiumin và Baekhyun phát hành bài hát nhạc phim "For You" của bộ phim truyền hình Hàn Quốc Scarlet Heart: Ryeo. Tháng 10 năm 2016 Chen tiếp tục phát hành bài hát thứ hai thuộc dự án Station của mình với tên gọi "Years" được sản xuất bởi DJ Alesso. Tháng 10 năm 2016, cùng với Baekhyun và Xiumin, Chen ra mắt với tư cách thành viên EXO-CBX, nhóm nhỏ đầu tiên của EXO. Nhóm phát hành mini-album đầu tay Hey Mama! và đĩa đơn cùng tên vào ngày 31 tháng 10.
Tháng 1 năm 2017, Chen đã cộng tác với Dynamic Duo trong bài hát có tiêu đề "Nosedive", trở thành nghệ sĩ đầu tiên được giới thiệu trong dự án cộng tác Mixxxture của nhóm. Bài hát đạt vị trí thứ hai trên bảng xếp hạng Gaon Digital Chart và nhận được một số giải thưởng âm nhạc. Tháng 2 năm 2017, anh phát hành bài hát nhạc phim "I'm Not Okay" cho bộ phim truyền hình Missing 9 mà thành viên cùng nhóm Chanyeol đóng vai phụ. Tháng 7 năm 2017, Chen đã tham gia viết lời cho bài hát "Touch It" và ca khúc chủ đề "Ko Ko Bop" nằm trong album phòng thu thứ tư của EXO, The War . Tháng 11 năm 2017, Chen đã hợp tác với ca sĩ Hàn Quốc 10cm trong một bài hát có tiêu đề "Bye Babe" cho mùa thứ hai của dự án SM Station. Tháng 12 năm 2017, Chen đã viết lời cho bài "Lights Out" trong mini album Universe của EXO.

### 2018–nay: Ra mắt với tư cách ca sĩ solo

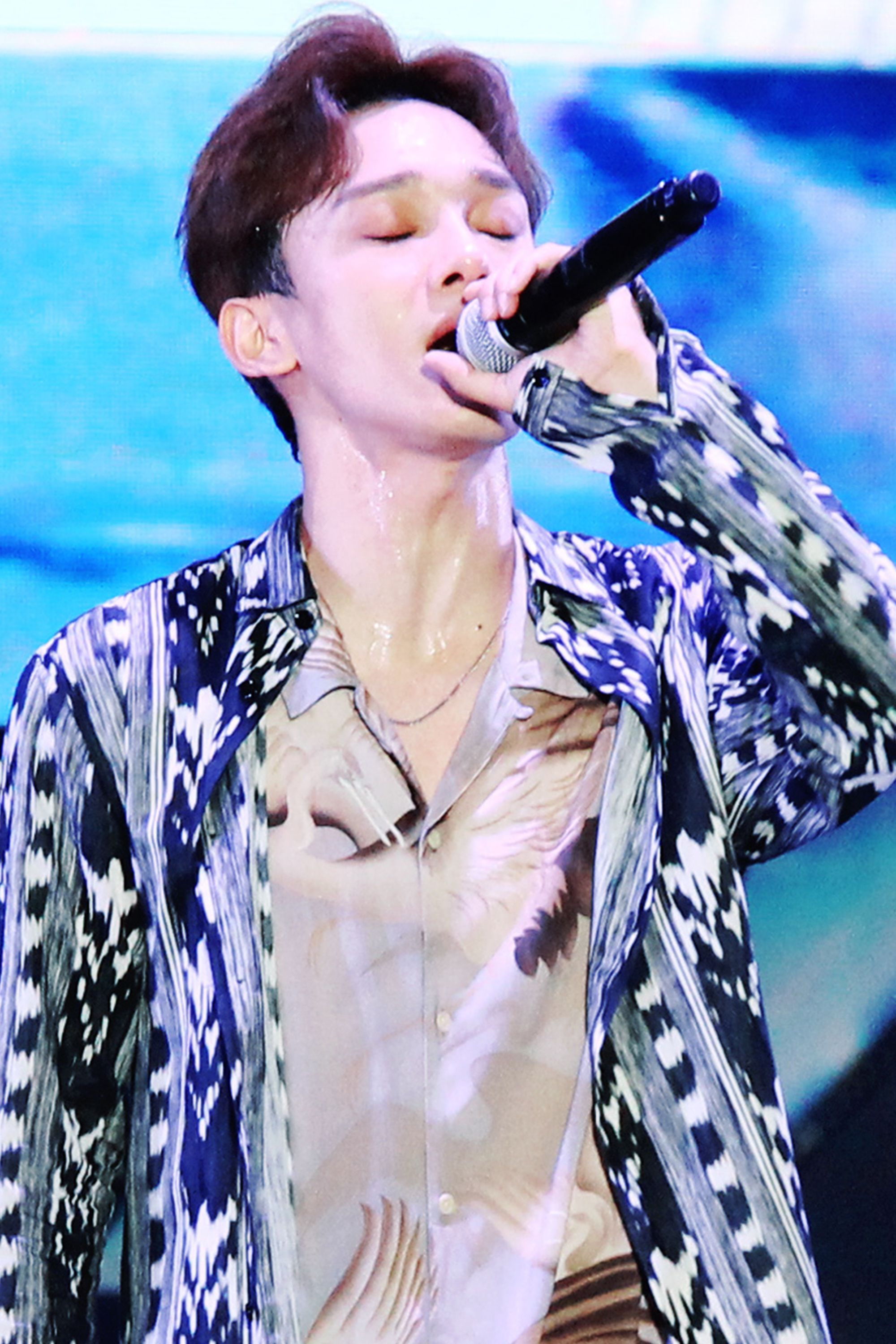
Chen biểu diễn vào tháng 6 năm 2018

Tháng 10 năm 2018, Chen phát hành bài hát nhạc phim "Cherry Blossom Love Song" cho bộ phim truyền hình 100 Days My Prince do thành viên cùng nhóm D.O. đóng vai chính. Tháng 12 năm 2018, Chen và Chanyeol đã tham gia viết lời cho ca khúc chủ đề "Love Shot" nằm trong phiên bản phát hành lại của album Don't Mess Up My Tempo. Tháng 2 năm 2019, Chen hát hành bài hát nhạc phim "Make It Count" cho bộ phim truyền hình Chạm vào tim em.
Tháng 4 năm 2019, Chen ra mắt với tư cách ca sĩ solo và phát hành mini-album đầu tay April, and a Flower với 6 bài hát trong đó bạ hát chủ đề mang tên "Beautiful Goodbye". Album đạt vị trí thứ 2 trên bảng xếp hạng Gaon Album Chart.
Vào tháng 5, Chen hợp tác với nam ca sĩ Hàn Quốc Onestar cho một ca khúc mang tên "May We Bye". Vào tháng 6, Chen phát hành bài hát "Rainfall" là nhạc bộ phim truyền hình Chief of Staff mùa 1. Sau đó vào tháng 7, anh góp mặt trong bài hát "Love" của Ailee trong album Butterfly của cô ấy.
Tháng 10 năm 2019, Chen phát hành mini-album thứ hai Dear My Dear với 6 bài hát trong đó bài hát chủ đề mang tên "Shall We?". Album đứng đầu bảng xếp hạng iTunes tại 36 quốc gia, cũng như bảng xếp hạng Gaon Album Chart.
Vào ngày 23 tháng 1 năm 2020, Chen cùng Dynamic Duo phát hành một bài hát hợp tác có tựa đề "You". 
Tháng 9, anh đã phát hành một bản nhạc phim mang tên "Your Moonlight" cho bộ phim truyền hình Em có thích Brahms không?. Vào ngày 16 tháng 10, Chen đã phát hành một đĩa đơn kỹ thuật số có tựa đề "Hello", trước khi thông báo rằng anh ấy chuẩn bị nhập ngũ để thực hiện nghĩa vụ quân sự và phục vụ với tư cách lính tại ngũ từ ngày 26 tháng 10.

## Đời tư
Chen đã từng học tại Kyung Hee Cyber University. Sau khi tốt nghiệp cử nhân đại học, anh đã được chọn vào khóa học thạc sĩ MBA chuyên ngành Quản trị Truyền thông tại trường đại học Hanyang.
Tháng 1 năm 2020, Chen thông báo rằng anh sẽ kết hôn. Cùng ngày, công ty quản lý xác nhận vợ sắp cưới của anh là một người không làm trong ngành giải trí và cô ấy cũng đã mang thai. Con gái đầu lòng của hai người ra đời vào ngày 29 tháng 4 năm 2020.
Tháng 11 năm 2021, Chen đã xác nhận rằng vợ anh đang mang thai em bé thứ 2. Ngày 19 tháng 1 năm 2022, Chen và vợ cùng nhau chào đón em bé thứ 2 của hai người ra đời

## Danh sách đĩa nhạc
Mini-album
- April, and a Flower (2019)
- Dear My Dear (2019)

## Danh sách phim

### Phim truyền hình
| Năm  | Phim          | Kênh    | Vai  | Ghi chú |
| ---- | ------------- | ------- | ---- | ------- |
| 2015 | EXO Next Door | Line TV | Chen | Vai phụ |

## Danh sách chương trình

### Chương trình truyền hình
| Năm  | Chương trình           | Kênh      | Vai trò                                                      | Nguồn  |
| ---- | ---------------------- | --------- | ------------------------------------------------------------ | ------ |
| 2013 | Beatles Code 2         | Mnet      | Khách mời cùng với các thành viên Chanyeol, Suho, Kai, LuHan |        |
| 2013 | Star Face Off Chuseok  | SBS       | Khách mời cùng với các thành viên Lay, Chanyeol, D.O.        | [ 34 ] |
|      |                        |           |                                                              |        |
| 2015 | King of Mask Singer    | MBC       | Thí sinh (Biệt danh: Legendary Guitar Man)                   | [ 7 ]  |
| 2016 | Travel without Manager | Cookat TV | Khách mời cùng với Xiumin                                    |        |
| 2016 | Fantastic Duo          | SBS       | Khách mời cùng với EXO                                       |        |
| 2016 | Sugar Man              | JTBC      | Khách mời cùng với Chanyeol                                  |        |
| 2016 | Happy Together         | KBS       | Khách mời cùng với Suho, Chanyeol                            |        |
| 2016 | Infinite Challenge     | MBC       | Khách mời cùng với EXO                                       |        |
| 2016 | Star Show 360          | MBC       | Khách mời cùng với EXO                                       |        |
| 2017 | Fantastic Duo 2        | SBS       | Khách mời                                                    |        |
| 2019 | Radio Star             | MBC       | Khách mời cùng với EXO                                       |        |
| 2019 | Amazing Saturday       | tvN       | Khách mời                                                    |        |

## Sân khấu nhạc kịch
| Năm  | Vở kịch        | Vai   | Ghi chú   |
| ---- | -------------- | ----- | --------- |
| 2015 | In the Heights | Benny | Vai chính |

## Giải thưởng và đề cử
| Năm  | Giải thưởng                                 | Hạng mục                                        | Được đề cử | Kết quả   |
| ---- | ------------------------------------------- | ----------------------------------------------- | ---------- | --------- |
| 2014 | Liên hoan phim trẻ Quốc tế Seoul lần thứ 16 | Bài hát nhạc phim của nghệ sĩ nam xuất sắc nhất | Best Luck  | Đoạt giải |
| 2017 | Mnet Asian Music Awards lần thứ 19          | Màn hợp tác xuất sắc nhất                       | Nosedive   | Đoạt giải |
| 2017 | Mnet Asian Music Awards lần thứ 19          | Qoo10 Song of The Year                          | Nosedive   | Đề cử     |
| 2017 | Melon Music Awards lần thứ 9                | Rap/Hip Hop xuất sắc nhất                       | Nosedive   | Đoạt giải |
| 2019 | Mnet x Genie Music Awards                   | The Male Solo Artist                            | Chính mình | Đề cử     |
| 2019 | Mnet x Genie Music Awards                   | The Vocal Artist                                | Chính mình | Đề cử     |

### Chương trình âm nhạc

#### Show Champion
| Năm  | Ngày        | Bài hát     |
| ---- | ----------- | ----------- |
| 2019 | 23 tháng 10 | "Shall we?" |

#### Music Bank
| Năm  | Ngày        | Bài hát             |
| ---- | ----------- | ------------------- |
| 2019 | 5 tháng 4   | "Beautiful goodbye" |
| 2019 | 11 tháng 10 | "Shall we?"         |

#### Show! Music Core
| Năm  | Ngày        | Bài hát             |
| ---- | ----------- | ------------------- |
| 2019 | 6 tháng 4   | "Beautiful Goodbye" |
| 2019 | 12 tháng 10 | "Shall we?"         |

#### Inkigayo
| Năm  | Ngày      | Bài hát             |
| ---- | --------- | ------------------- |
| 2019 | 7 tháng 4 | "Beautiful Goodbye" |